# Њитранска кнежевина
Њитранска кнежевина (слч. Nitrianske kniežatstvo — „Њитранска кнежевина“, Nitriansko — „Њитранска“, Nitrava — „Њитрава“) била је словенска држава настала у 8. веку на простору данашње Словачке, Мађарске и Аустрије. Престоница јој је била Њитра, у којој је кнез Прибина (825–830, око 840–861) 828. године подигао прву хришћанску богомољу међу Западним и Источним Словенима. Сматра се претечом Словачке, а њен симбол/грб био је двоструки крст, који је и данас главни елеменат грба Словачке (и грба Мађарске). Моравски кнез Мојмир I (830–846) 833. године потискује Прибину и уједињује две кнежевине под именом Великоморавска кнежевина.

## Независна кнежевина
Кнежевина настаје у 8. веку на простору низије и побрђа које се данас простире на тромеђи:
- Словачка (Братиславски крај, јужни део Трнавског краја и Њитранског краја)
- Мађарска
- Аустрија

Кнежевина се активно укључује у сукоб Карла Великог са Аварима, који коначно бивају сломљени око 800. године. Непосредно иза тога се у историјским изворима појављује једини познати кнез Прибина (825–833), који 828. године у Нитри подиже прву цркву међу Западним и Источним Словенима, као и друге грађевине, како у самој Нитри, тако и у долини Ваха, Орави и Спишу. Сукоб између моравског кнеза Мојмира I (830–846) и Прибине окончава се 833. године Мојмировом победом. Он је тада ујединио две кнежевине и створио Великоморавску кнежевину, док је Прибина пребагао Францима, од којих је на управу добио просторе јужно од Њитранске кнежевине, тзв. Балатонско или Блатно кнежевство са седиштем у Блатнограду на Блатном језеру, односно Блатној реци у данашњој Мађарској.

## Зависна кнежевина
После стварања Великоморавске кнежевине, Њитранска кнежевина је у њој остала као засебна област којом је управљао принц престолонаследник. Овакав систем одржао се и после слома Велике Моравске све до 1108. године, када је кнежевина расформирана. У том периоду налазила се у саставу:
- Великоморавске кнежевине (833–925)
- Кнежевине (925–1000) и Краљевине (1000–1001) Мађарске
- Кнежевине (1001–1025) и Краљевине (1025–1030) Пољске
- Краљевине Мађарске (1030–1108)